# 傳奇網路
25°02′57.7″N 121°34′44.4″E / 25.049361°N 121.579000°E
傳奇網路遊戲股份有限公司（X-Legend Entertainment Corp)，簡稱傳奇網路，成立於2002年，為台灣一家網路遊戲公司。

## 遊戲產品列表

### 自行研發的遊戲
- 曙光2-元氣特攻隊(2006/1/18~2018/8/28)[4]。
- 精靈樂章(2008/12/4~)
- 劍狐傳奇(2010/1/28~2018/8/28)[5]。
- 聖境傳說(2010/12/1~)
- 晴空物語Online(2011/7/7~)
- 名將列傳Online(2012/6/28~)
- 幻想神域(2013/8/8~)
- 狩龍戰紀(2014/8/21~)
- 星界神話(2015/6/11~)
- Laplace:拉普拉斯的神子(2016/3/17~)

### 自行研發的手機遊戲
- 移動冒險[Note 1](2015/3/31~2018/8/28)[6]
- 幻想神域:啟源女神(2016/11/1~2020/7/14)[7]
- 精靈樂章-手遊版(2017/3/7~2019/3/5)[8]
- 星界 - 王冠(2017/8/15~2019/12/3)[9]
- 時空契約(2018/2/22~2019/3/5) 使用Unity (遊戲引擎)製作 （页面存档备份，存于）[10]
- 幻想神域II
- 如果重來(2020/11/10~)[11]

### 研發授權的手機遊戲
- 幻想神域R(2018/8/14~2020/10/28)
- 風之國度(2018/12/5~)

### 代理營運的遊戲
- 甜點王子2:心動奇蹟

### 停止營運的代理遊戲
- 武士傳奇
- 曙光Online
- Supasupa
- 王道web
- 決戰三國
- 八荒戀
- 奇幻寶貝
- 征戰
- 蒸氣幻想
- 樂活網
- 英雄特攻隊(手遊)

## 數位內容付費機制
- 元氣卡
- mission-deal card

## 外部連結
- （繁體中文）（日語）（英文） 傳奇網路 （页面存档备份，存于）
- （繁體中文） 傳奇網路遊戲手遊官網 （页面存档备份，存于）
- （繁體中文） 傳奇網路遊戲Youtube手遊頻道 （页面存档备份，存于）
- （繁體中文） 104 傳奇網路遊戲股份有限公司 （页面存档备份，存于）